# هوسپ شامایان
هوسپ شامایان (ارمنی: Հովսեփ Շամամյան؛ زادهٔ ۲۶ اکتبر ۱۹۲۶ - درگذشته ۲۱ نوامبر ۲۰۰۴) هنرمند و استاد رقص باله اهل ارمنستان بود.

## زندگی‌نامه
وی در ۲۶ اکتبر ۱۹۲۶ به دنیا آمد و از کالج دولتی رقص‌پردازی ایروان (۱۹۴۴) و دانشگاه دولتی علوم پرورشی خاچاطور آبوویان ارمنستان (۱۹۶۰) فارغ‌التحصیل گشت. وی در گروه رقص دولتی دوستی ارمنستان فعالیت می‌کند. وی برنده جوایزی همچون چهره فرهنگی شایسته ارمنستان شوروی شد. وی در ۲۱ نوامبر ۲۰۰۴ در سن ۷۸ سالگی در ایروان درگذشت.